# Bruche
Bruche – rzeka we Francji, przepływająca przez teren departamentu Dolny Ren, o długości 76,7 km. Stanowi dopływ rzeki Ill.